# Сьєнфуегос
Сьєнфуе́гос (ісп. Cienfuegos, МФА: [sjeɱˈfweɣos] — «сто вогнів») — муніципалітет і місто на Кубі, Сьєнфуегоська провінція. Адміністративний центр провінції. Місто розташоване на південному узбережжі, приблизно за 250 км від Гавани та має населення понад 180 тис. мешканців. Місто було засноване 22 травня 1819 року під назвою Фернандина-де-Ягуа з метою розвитку острова та вперше заселене французькими емігрантами, сучасну назву місто отримало в 1880 році.
Старе місто має неокласичну архітектуру та, як і більшість стародавніх міст Куби, має вузькі та заплутані вулички, чудові алеї та парки та суміш колоніальних та сучасних будівель. У 2005 році історичний центр міста був внесений до списку Світової спадщини ЮНЕСКО.
Сучасний Сьєнфуегос — великий морський порт, центр торгівлі цукром, тютюном і кавою. У місті діє нафтопереробний завод. Поряд з містом — недобудована і покинута АЕС.

## Пам'ятки
- Фортеця Ягуа (1683—1746),
- Собор Пресвятої Богородиці Непорочного Зачаття (1833—1869),
- Ботанічний сад площею 97 га, заснований 1901 року,
- Музей провінції Сьєнфуегос, музей меблів та порцеляни,
- Парк Хосе Марті,
- Палац де Вальє (1913—1917), неоготика.

## Релігія
- Центр Сьєнфуегоської діоцезії Католицької церкви.